# 刘魁立
刘魁立（1934年9月4日—），男，河北静海（今天津市静海区）人，中国民间文艺学家，中国社会科学院民族文学研究所研究员，中国社会科学院荣誉学部委员。

## 生平
1953年，从哈尔滨外国语专科学校毕业后留在哈尔滨外国语专科学校任外语语法教员，1955年，前往苏联莫斯科大学俄罗斯语言文学系进行本科学习。先后获得民俗学研究生、语文学副博士、哲学博士学位。1961年副博士毕业后，回国进入黑龙江大学中文系任副教授。1979年，进入中国社会科学院，历任民族文学研究所副研究员、研究员。

## 社会兼职
1979年，任中国民间文艺研究会书记处书记。1982年，参与筹建中国民俗学会，次年，任学会首届秘书长。1994年，参与筹建亚洲民间叙事文学学会，任学会副会长。2000年晋升为会长。后任中华人民共和国文化部非物质文化遗产专家委员会副主任委员。同时任俄罗斯科学院民间文学学术委员会顾问。2015年，任中国少数民族文学学会第八届理事会顾问。

## 荣誉
2006年被评为中国社会科学院荣誉学部委员。

## 出版物
编撰了数十篇(本)学术论文和著作：
著作（包括合著）：《刘魁立民俗学论集》、《中国少数民族文学史从书》、《中国少数民族文学》、《原始文化名著译丛》、《中国民间文化丛书》等。
论文：《世界各国民间故事情节类型索引述评》、《 欧洲民间文学研究中的神话学派》、《历史比较研究法和历史类型学研究》、《论19 世纪下半期俄国北方民间文学讲述人和演唱人》、《民间叙事的生命树——故事类型形态结构分析》、《 从人的本质看非物质文化遗产》、《〈福乐智慧〉的象征体系》、《论中国螺女型故事的历史发展进程》等。